# Pauridiantha kizuensis
Pauridiantha kizuensis är en måreväxtart som beskrevs av Cornelis Eliza Bertus Bremekamp. Pauridiantha kizuensis ingår i släktet Pauridiantha och familjen måreväxter. Inga underarter finns listade i Catalogue of Life.